# 's Herenelderen
's-Herenelderen est une section de la ville belge de Tongres-Looz située en Région flamande dans la province de Limbourg. C'était une commune à part entière avant la fusion des communes de 1971.

## Toponymie
's Herenelderen a été mentionné pour la première fois en 1233. Elle formait avec Genoelselderen une région sous le nom d'Aldor. Ce mot pourrait signifier "aulnes" ou, peut-être, "autels". Le préfixe s Heren est apparu après sa séparation de Genoelselderen en 1261. Ensuite, on a parlé d'Eldris domini Wilhelmi, ou les Elderen du seigneur Guillaume, ce qui fait probablement référence à Guillaume de Hamal, qui est mort en 1279.
On l'appelait anciennement Odoir-le-Tiexhe pour ne pas le confondre avec Odoir-le-Romans (aujourd'hui Odeur qui en néerlandais s'appelle également Elderen). On trouve aussi la forme Odeur-le-Tiexhe.

## Histoire
's Herenelderen formait une seigneurie communes avec Genoelselderen jusqu'à celui-ci se détache en 1261. Elle forma avec cette dernière et Membruggen la commune d'Elderen de 1971 à 1977, jusqu'à ce que celle-ci soit scindée et divisée entre Tongres et Riemst.

## Démographie

### Évolution démographique
- Sources : INS, Rem. : 1831 jusqu'en 1961 = recensements[4].